# TÜV
I TÜV (acronimo dal tedesco Technischer Überwachungsverein, traducibile in italiano "Associazione di Controllo Tecnico") sono delle società di certificazione originariamente tedesche in ambito di sistemi di gestione della sicurezza alimentare, ambientale e della qualità. 
Oltre alla Germania, i TÜV sono presenti in altri paesi, tra cui in Austria e in Italia, con marchi proprietari e una propria rete di auditori.
I servizi di certificazione offerti sono molteplici: dalla certificazione di sistema alla certificazione di prodotto, attività di ispezione e supporto tecnico, certificazione del personale e attività di formazione.
Tra i principali organismi di certificazione TÜV: TÜV Nord, TÜV Thüringen, TÜV Saarland, TÜV Rheinland, TÜV InterCert, TÜV SÜD, TÜV Hessen. In Austria il TÜV Austria.

## Organizzazione
Le società con marchio e nome TÜV pur vantando un'origine comune, operano indipendentemente l'uno dall'altro; ogni TÜV è provvisto di propri accreditamenti rilasciati da Organismi Nazionali di Accreditamento. In Germania vi sono i tre maggiori della holding, TÜV Nord, TÜV SÜD, TÜV Rheinland. Oltre ai minori TÜV Thüringen e TÜV Saarland, al quale sono poi collegate altre società del gruppo, tra le quali TÜV InterCert.

## Il marchio TÜV
Il marchio TÜV è delle società di certificazione e del VdTÜV, e identifica i prodotti o i servizi certificati.

## Storia

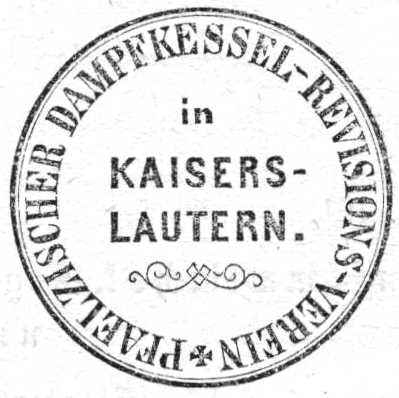
Sigillo della Pfälzische Dampfkessel-Revisions-Verein (1876).

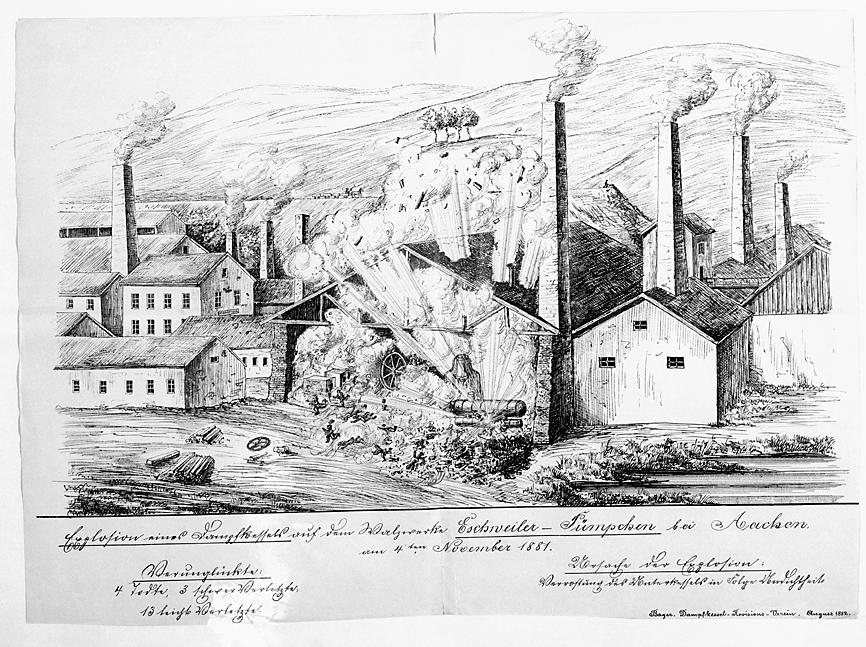
Esplosione di un impianto a vapore nel 1881. Litografia del Bayerischen Dampfkessel-Revisionsvereins

Nel tempo le macchine a vapore del XIX secolo erano soggette a cedimenti tali da procurare esplosioni con feriti e decessi.
Dopo l'esplosione del generatore di vapore presso la Mannheimer Aktienbrauerei del 1865, venne fondata nel 1866 la Gesellschaft zur Ueberwachung und Versicherung von Dampfkesseln mit dem Sitze in Mannheim. Altre città e regioni seguirono l'esempio. Intorno al 1870 vi erano in totale 43 TÜV. Fu pertanto fondata un’associazione di tecnici attivi nell’ispezione delle caldaie a vapore, la Pfälzische Dampfkessel-Revisions-Verein. Nata nel 1871, il suo scopo era “proteggere gli utilizzatori, l’ambiente e i siti dai rischi legati all’utilizzo di queste caldaie”.
L’associazione, che sin dall’inizio aveva anche un ruolo di ente normativo privato, assunse, nel corso del tempo, diverse denominazioni. Assieme ad altri enti simili diffusi su tutto il territorio tedesco, essa ampliò gradualmente la propria operatività, lo sviluppo tecnologico e le aree di competenza, comprendendo:
- sistemi elettrici;
- veicoli a motore;
- sicurezza antincendio;
- centrali elettriche;
- impianti;
- protezione ambientale;
- sicurezza dei prodotti;
- sistemi di gestione.

## Organizzazioni collegate
Altre organizzazioni collegate sono la Dekra, la Gesellschaft für Technische Überwachung (GTÜ) e la Kraftfahrzeug-Überwachungsorganisation freiberuflicher Kfz-Sachverständiger (KÜS). L'azione dei TÜV si sovrappone a quella dei Deutschen Gesellschaft zur Zertifizierung von Managementsystemen (DQS).